# Stenellipsis grata
Stenellipsis grata är en skalbaggsart som först beskrevs av Thomas Broun 1880.  Stenellipsis grata ingår i släktet Stenellipsis och familjen långhorningar. Inga underarter finns listade i Catalogue of Life.